# Zodarion variegatum
Zodarion variegatum là một loài nhện trong họ Zodariidae.
Loài này thuộc chi Zodarion. Zodarion variegatum được J. Denis miêu tả năm 1956.